# 松平忠敏 (飯山藩嫡子)
松平 忠敏（まつだいら ただとし）は、江戸時代前期の信濃国飯山藩の世嗣。

## 略歴
寛文12年（1672年）、飯山藩世嗣松平忠継（藩主松平忠倶の子）の長男として生まれる。
貞享2年（1685年）5月、14歳で将軍徳川綱吉に拝謁した。元禄7年（1694年）1月18日、奥詰として幕府に出仕したが、10月11日に役を解かれている。
元禄7年（1694年）12月18日、父の忠継は病気を理由として廃嫡された。翌元禄8年（1695年）2月13日に、祖父・忠倶を継ぐべき世嗣（承祖嫡孫）として認められる。しかし、同年12月7日に忠敏は24歳で死去した。
このため、弟の忠喬が藩の世嗣になることになった。しかし、祖父の忠倶は元禄8年（1695年）3月に大坂加番に任じられており、翌元禄9年（1696年）5月に任地大坂で没した。忠喬の将軍への御目見や任官は、家督相続が許可された後に行われることになった。